# La Tour-de-Salvagny
La Tour-de-Salvagny ist eine französische Gemeinde mit 4460 Einwohnern (Stand: 1. Januar 2022) in der Métropole de Lyon in der Region Auvergne-Rhône-Alpes. Sie gehört zum Arrondissement Lyon und ehemals zum Kanton L’Arbresle.

## Geographie

### Lage
La Tour-de-Salvagny liegt etwa zwölf Kilometer nordwestlich von Lyon.

### Nachbargemeinden
Umgeben wird La Tour-de-Salvagny von den Nachbargemeinden Dommartin im Norden, Dardilly im Osten, Marcy-l’Étoile im Süden und Lentilly im Westen.

## Bevölkerungsentwicklung
| Jahr                       | 1962 | 1968 | 1975 | 1982 | 1990 | 1999 | 2006 | 2011 |
| Einwohner                  | 1094 | 1367 | 1904 | 2827 | 3226 | 3402 | 3467 | 3779 |
| Quellen: Cassini und INSEE |      |      |      |      |      |      |      |      |

## Verkehr
La Tour-de-Salvagny hat einen Haltepunkt an der Bahnstrecke Lyon-Saint-Paul–Montbrison.
Die Autoroute A89 geht hier in die Route nationale 7 über, die sich wiederum mit der Route nationale 489 kreuzt.